# Merkur Arena
 (octobre 2024).
Si vous disposez d'ouvrages ou d'articles de référence ou si vous connaissez des sites web de qualité traitant du thème abordé ici, merci de compléter l'article en donnant les références utiles à sa vérifiabilité et en les liant à la section « Notes et références ».
La Merkur Arena est un hall omnisports situé à Lübbecke, en Rhénanie-du-Nord-Westphalie, où évolue le club de handball du TuS Nettelstedt-Lübbecke, club évoluant en Bundesliga. Il a une capacité de 3 030 places.